# Diplodia sambucina
Diplodia sambucina är en svampart som beskrevs av Sacc. 1881. Diplodia sambucina ingår i släktet Diplodia och familjen Botryosphaeriaceae.   Inga underarter finns listade i Catalogue of Life.